# Upwardly Global
Upwardly Global ist eine 1999 gegründete, US-amerikanische nicht-kommerzielle, gemeinnützige Organisation mit Sitz in San Francisco und Geschäftsstellen in New York City und Chicago. Sie hilft hochqualifizierten Einwanderern, Flüchtlingen und Asylbewerbern beim Wiederaufbau ihrer Karrieren. Derzeit ist Upwardly Global ausschließlich in den USA tätig.
Der Sitz ist im San Francisco Financial District. Die New Yorker Geschäftsstelle öffnete im Juni 2006 ihre Pforten. Heute arbeiten 10 Vollzeitbeschäftigte bei der New Yorker Geschäftsstelle und ca. 10 in San Francisco. Das Netzwerk der ehrenamtlichen Mitarbeiter zählt über 1000 Mitglieder. Das Betriebsbudget beträgt ca. 1,9 Millionen US-Dollar. Jane Leu ist weiterhin CEO, Camille Ramani ist COO. Die Organisation hat viele Auszeichnungen erhalten, u. a. im Jahr 2004 den „Manhattan Institute Award for Social Entrepreneurship“ und 2006 den „John F. Kennedy New Frontier Award“.
Die Organisation erhält überdies Spenden von Privatleuten sowie folgender Organisationen: Achelis Stiftung, Ashoka: Innovators for the Public, der Alan Slifka Foundation, Cisco Systems, Community Technology, Foundation for California, Draper Richards Foundation, Gimbel Foundation, Johnson Foundation, JP Morgan Chase, Leitner Family Foundation, New Profit, Inc., New York Times Foundation, Robin Hood Foundation, San Francisco Foundation, Third Millennium Foundation, Three Guineas Fund, Wells Fargo, und Yahoo! Employee Foundation. Zusätzlich bezahlen Unternehmen, die Arbeitgeberpartner der Organisation werden (siehe unten), eine jährliche Gebühr dafür, dass sie Lebensläufe und Bewerber-Dossiers erhalten.

## Aufgabe
Die Zahl der Immigranten mit Hochschulausbildung in den USA stieg im Jahreszeitraum 2000 bis 2005 von 5.821.690 bis auf 7.800.043 (entspricht einer Zunahme von 34 %). Gleichzeitig nahm der Bevölkerungsanteil, der außerhalb der USA geboren wurde, von 30.760.065 bis auf 35.689.842 zu (16 % Wachstumsrate). Trotzdem haben diese Einwanderer auch mit besserer Ausbildung als die Mehrheit der Immigranten und mit umfangreicher Berufserfahrung große Schwierigkeiten, Arbeitsplätze in ihren Berufsfeldern zu finden. Mehr als die Hälfte aller legalen Immigranten in den USA gehen Helfertätigkeiten nach oder arbeiten in weniger qualifizierten Beschäftigungen als ihre Ausbildung und Erfahrung es nahelegen würden.
Die Organisation hilft dieser Gruppe, Arbeitsplätze in ihren Karrierebereichen zu finden. Bisher haben mehr als 800 Immigranten aus ca. 100 Ländern Beschäftigung  in den Vereinigten Staaten in ihren jeweiligen Arbeitsfeldern mit Hilfe dieser Organisation gefunden. Upwardly Global handelt nach der Maxime, dass das Einstellen von hochqualifizierten Immigranten nicht nur diesen Menschen selbst, sondern auch der amerikanischen Wirtschaft dient.
Anspruch auf die kostenlosen Dienstleistungen haben Immigranten, die:
- in einem wenig entwickelten Land oder Schwellenland gemäß UNO-Kriterien (d. h., in nicht-westlichen Ländern) geboren wurden[6]
- eine Hochschulausbildung haben
- eine rechtmäßige Arbeitserlaubnis in den USA haben
- über gute (nicht zwingend perfekte) Englischkenntnisse verfügen
- über mindestens zwei Jahre Berufserfahrung in ihren Berufsbereichen verfügen

Sie dürfen nicht, auch nicht in der Vergangenheit:
- schon in ihren Berufsbereichen in den USA gearbeitet haben
- länger als 5 Jahre in den USA gewesen sein

## Geschichte

### Ursprung
Die Organisation wurde 1999 von Jane Leu in San Francisco gegründet. Nach umfangreicher Arbeit mit Immigranten, Asylanten und Flüchtlingen erkannte sie einen Bedarf für Programme, die spezifisch auf ausgebildete, erfahrene Immigranten zielen. In den Medien wurden Fälle von unter ihrem Niveau beschäftigten hochqualifizierten Immigranten (Anwälte als Tankwarte, Ärzte als Türsteher) als der „Amerikanische Klassiker“ bezeichnet.
Die Organisation ist in den USA einzigartig als Organisation, die speziell hochqualifizierte Immigranten mit entsprechenden Stellen zusammenbringt. 
Jane Leu begann dieses Projekt als unbezahlten Teilzeitjob und betrieb Upwardly Global die ersten Monate aus ihrer eigenen Küche heraus.
Im Jahr 2000 erhielt Upwardly Global eine erste Spende durch den Three Guineas Fund. In den folgenden Jahren wurde die Spenderliste ausgebaut, u. a. mit der Levi Strauss Foundation, der Draper Richards Foundation und diversen Privatspendern.

## Strategie und Öffentlichkeitsarbeit

### Arbeitssuchende
Jobsuchende, welche die Anforderungen erfüllen, haben kostenlosen Zugang zu Upwardly Global Programmen und Dienstleistungen. Aktivitäten und Programme beinhalten u. a.:
- Hilfe beim Erstellen von Lebenslauf- und Anschreiben/Motivationsschreiben
- Workshops
  - Netzwerken
  - Vorstellungsgespräche
  - Vertrautmachen mit der amerikanischen Arbeitsrealität
- Simulierte Einstellungsgespräche
- Betreuung und Beratung durch freiwillige Mitarbeiter
- Einreichen der Lebensläufe bei Partnerfirmen

Diese Programme und Aktivitäten sind so konzipiert, dass möglichst diese 4 von Upwardly Global für hochqualifizierte Immigranten als Hauptherausforderungen identifizierten Bereiche abgedeckt werden:
1. In den USA wird ein großer Teil der Stellen durch persönliche Kontakte und Empfehlungen vergeben. Die Situation ist in anderen Ländern ähnlich. Oft sind Upwardly Global Bewerber gut vernetzt in ihren Heimatländern, verfügen jedoch kaum über berufliche Kontakte und Netzwerk in den Vereinigten Staaten.
2. In den USA stellt der Lebenslauf eines Bewerbers seine „persönliche Verkaufsbroschüre“ dar. Personalabteilungen suchen nach spezifischen Abschnitten der Bewerbung und erwarten ein „übliches“ und oft kurzes Format. Die Standards beim Lebenslauf sind in anderen Ländern jedoch oft verschieden, Format und Länge dürfen inbegriffen. Aus diesen Gründen werden eingewanderte Bewerber oft nach der erstmaligen Überprüfung abgewiesen, wenn sie nicht von einer bekannten Quelle wie Upwardly Global empfohlen worden sind.
3. Das Vorstellungsgespräch ist in der Regel die Gelegenheit für den Bewerber, sich gut „zu verkaufen“. In vielen Kulturen jedoch wird ein solches Vorgehen der Selbstvermarktung jedoch als unverschämt betrachtet und missfällt. Im Ausland geborene Bewerber haben oft einen anderen Kommunikationsstil, was in den USA von Personalmitarbeitern oft als mangelndes Selbstbewusstsein falsch interpretiert wird.
4. Der häufigste Grund, warum Bewerber, die bei Upwardly Global landen, im Personalbeschaffungsprozess nicht zügig vorankommen, ist – um es beim Wort zu nennen – dass sie Ausländer sind. Ihre Aussprache, ihre Lebensläufe, ihre Universitätsabschlüsse, ihre ehemaligen Arbeitgeber im Herkunftsland, ihre Wortwahl sind den meisten Personalmitarbeitern fremd. Diese Unkenntnis führt oftmals zu Fehlurteilen.[8]

### Arbeitgeber-Netzwerk
Die Organisation pflegt Kontakte zu Unternehmen wie u. a. JP Morgan Chase, Google, Accenture, Merrill Lynch, Gap, Cisco, Wells Fargo, Clorox und BearingPoint. Unternehmenspartner unterzeichnen einen jährlichen Vertrag mit der Non-Profit-Organisation und erhalten für ihre Spenden als Gegenleistung Personaldienstleistungen.
Die Upwardly Global-Strategie für Arbeitgeberpartner erfolgt anhand eines Verfahrens auf drei Ebenen:
1. Ausbildung: Upwardly Global arbeitet mit Personal-Profis zusammen, um interkulturelle Einstellungspraktiken zu fördern.
2. Engagement: Mitarbeiter von Partnerunternehmen werden ermuntert, sich einzeln oder in Gruppen freiwillig bei Upwardly Global einzubringen; dieser wichtige Schritt erhöht das generelle Bewusstsein für das Potenzial hochqualifizierter Immigranten und schafft interne Fürsprecher für Mitarbeitervielfalt.
3. Beschäftigung: Upwardly Global agiert als Schnittstelle zwischen den Bedürfnissen und Zielen von Arbeitsuchenden und den Unternehmen; Ähnlich wie ein klassischer Personalvermittler versetzt Upwardly Global qualifizierte, interessierte Bewerber in die Lage, sich gezielt auf offene Stellen bei Partnerfirmen zu bewerben.

## Kritik
Upwardly Global hat von verschiedener Seite Kritik erfahren, sowohl von Immigrationsgegnern als auch von Seiten Immigranten selbst. Manche Immigranten kritisieren die strengen Voraussetzungen für eine Vermittlung; insbesondere kritisiert wurde die von Upwardly Global geforderte Präsenz am Arbeitsplatz, die Abneigung gegen Teleheimarbeit und die Weigerung, mit Immigranten zu arbeiten, die in westlichen Ländern geboren wurden oder solchen ohne Englischkompetenz.
Einwanderungsgegner kritisieren, dass Upwardly Global das Angewiesensein der USA auf ausländische Arbeitskräfte verstärke, was die nationale Sicherheit bedrohe.